# Papiro de Moscou
O Papiro de Moscou (português brasileiro) ou Papiro de Moscovo (português europeu) também conhecido como Papiro Golonishev em referência ao seu proprietário Vladimir Golenishchev é um papiro egípcio em forma de uma estreita tira de 5,5m de comprimento por 8 cm de largura, com 25 problemas matemáticos grafados com escrita hierática. Encontra-se atualmente em Moscou no Museu Pushkin.
O Papiro de Moscou é um artefato do antigo Egito que data do Reino Médio, especificamente do século XII a.C. Foi adquirido por Vladimir Golenishchev em 1892 e, desde então, encontra-se no Museu Pushkin, em Moscou. Este papiro é considerado um dos mais antigos e valiosos documentos matemáticos conhecidos.

#### Conteúdo Matemático
O Papiro de Moscou contém 25 problemas matemáticos, com soluções que abrangem questões de geometria, aritmética, e equações lineares. Um dos problemas mais famosos é o Problema 14, que trata do cálculo do volume de um tronco de pirâmide quadrangular, um feito considerado avançado para a época.

#### Importância histórica e cultural
A comparação do Papiro de Moscou com outros documentos da época, como o Papiro Rhind, revela uma riqueza de conhecimento matemático que os egípcios possuíam. Esses documentos fornecem evidências diretas dos métodos matemáticos utilizados no Egito Antigo, influenciando as gerações futuras de matemáticos e cientistas.

#### Conclusão
O Papiro de Moscou é mais do que um documento histórico; é um testemunho da engenhosidade humana e da busca incessante pelo conhecimento. Ele não apenas ilumina as práticas matemáticas do Egito Antigo, mas também destaca a importância da matemática como uma linguagem universal que transcende culturas e eras.